# Basketballclub Kufstein Towers
Der Basketballclub Kufstein Towers ist ein Basketballverein aus Tirol.
Seit 2021 ist der Klub Mitglied der 2. Basketball-Bundesliga (Österreich).

## Geschichte
Der Verein wurde 2017 gegründet und geht aus dem Vorgängerverein Sportunion Kufstein Funkymonkeys hervor.
Nach dem Titel in der Basketball Westliga 2019 und der Tiroler Meisterschaft 2020 gelang im Jahr 2021 der Aufstieg in die 2. Basketball-Bundesliga.
Die Heimspiele werden großteils in der Kufstein Arena ausgetragen.